# Sohland am Rotstein
Sohland am Rotstein és un municipi alemany que pertany a l'estat de Saxònia. Està situat a uns 5 km a l'est de Löbau, a uns 10 km a l'oest de Görlitz. Comprèn els districtes d'Obersohland, Mittelsohland i Niedersohland.

## Evolució demogràfica
| Any  | Població |
| ---- | -------- |
| 1825 | 1.624    |
| 1871 | 1.658    |
| 1905 | 1.590    |
| 1925 | 1.554    |
| 1939 | 1.507    |
| 1946 | 2.024    |
| 1950 | 2.092    |
| 1964 | 1.733    |
| 1971 | 1.628    |
| 1988 | 1.313    |
| 1990 | 1.269    |
| 2000 | 1.486    |
| 2007 | 1.395    |